# Andrei Ciurunga
Andrei Ciurunga (* 1920 in Cahul; † 2004 in Bukarest, geboren als Robert Eisenbraun) war ein rumänischer Schriftsteller.

## Biografie
Eisenbraun wurde 1920 in Cahul in einer bessarabiendeutschen Familie geboren. Er besuchte die Schule in Cahul und das Gymnasium in Bolgrad. Nach der Abtretung von Bessarabien an die Sowjetunion flüchtete er mit seiner Familie nach Brăila.
Nach 1944, als ein kommunistisches Regime in Rumänien an die Macht gelangte, begann er, antisowjetische und antikommunistische Artikel zu veröffentlichen. Daraufhin wurde er im Februar 1950 von den kommunistischen Behörden verhaftet und zu vier Jahren Gefängnis verurteilt. Er wurde in Galați und Jilava inhaftiert und dann an den Donau-Schwarzmeer-Kanal geschickt. Er wurde im Mai 1954 aus der Haft entlassen.
Es wurde ihm verboten, andere Gedichte zu veröffentlichen. Er arbeitete u. a als Baustellenhelfer, Pförtner, Buchhalter und als Gymnasiallehrer. Trotzdem veröffentlichte er weiterhin moralisierende Gedichte für politische Gefangene unter anderen Pseudonymen. Daraufhin wurde er 1958 erneut verhaftet und dieses Mal zu 18 Jahren Gefängnis verurteilt, diesmal in Gherla. Er wurde zusammen mit allen politischen Gefangenen im Juli 1964 freigelassen. Erst 1967 wurde Andrei Ciurunga wieder in den Schriftstellerverband aufgenommen und begann seine Arbeit zu veröffentlichen, solange die Zensur dies erlaubte.
Der Schriftsteller starb 2004 in Bukarest im Alter von 83 Jahren. Die lokale Bibliothek in Cahul und eine Straße in Chișinău tragen seinen Namen.